# Helene Funke

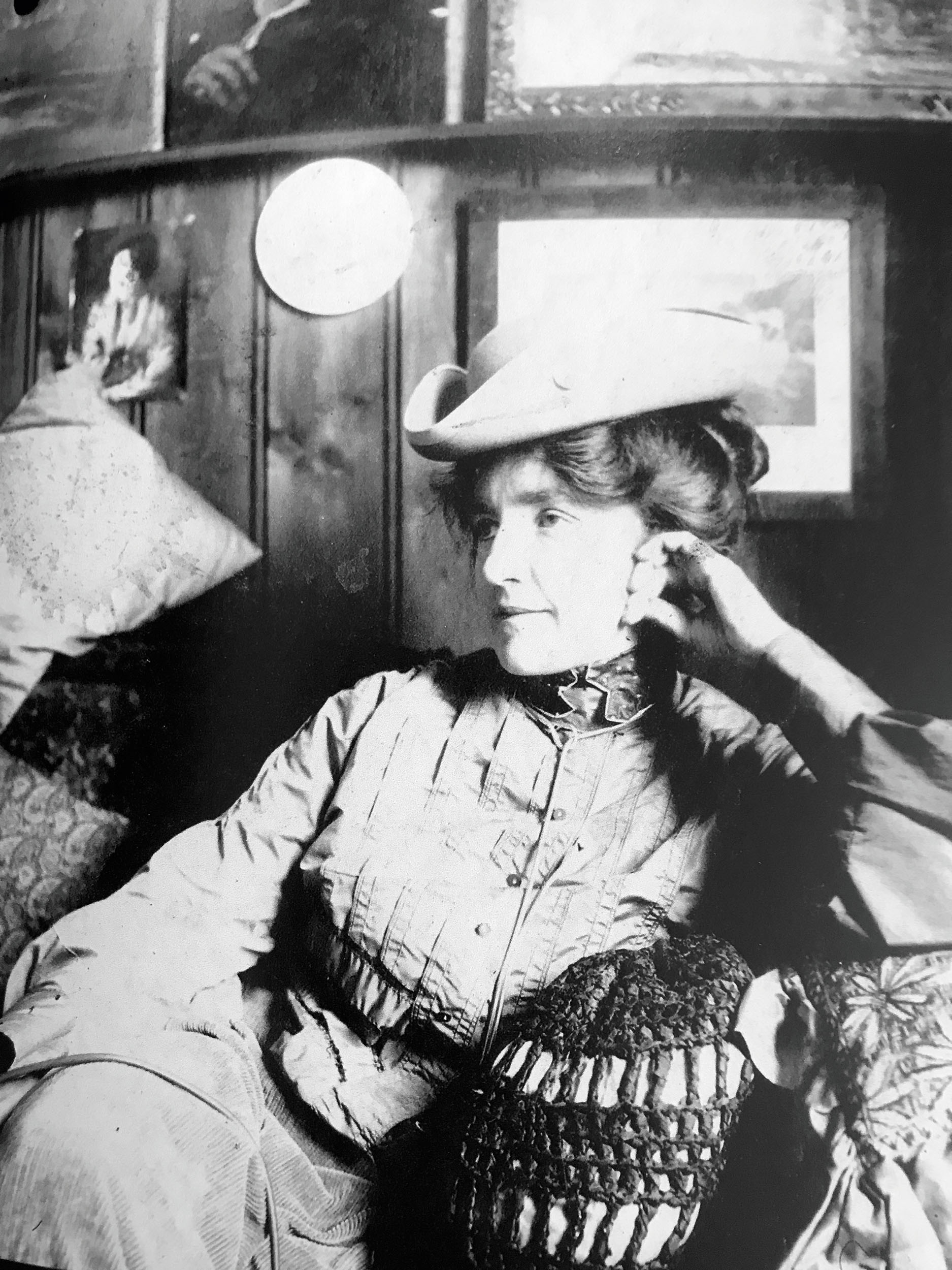
Helene Funke, circa 1904–1912

Helene Funke (* 3. September 1869 in Chemnitz; † 31. Juli 1957 in Wien) war eine Malerin und Grafikerin der Moderne.

## Leben und Werk
Als Tochter einer Industriellenfamilie studierte sie gegen den Willen der Familie ab 1899 an der Münchner Damenakademie Malerei. Von 1905 bis 1913 hielt sie sich in Paris und Südfrankreich auf. In Paris wohnte Funke in der 27 rue de Fleurus. Das Haus erlangte durch Gertrude Stein und ihre Partnerin Alice B.Toklas Berühmtheit.
Zwischen 1911 und 1913 übersiedelte sie nach Wien, nahm dort an zahlreichen Ausstellungen teil und wohnte bis zu ihrem Tod in dieser Stadt.
1918 wurde sie Mitglied der Künstlergruppe Freie Bewegung (ab 1919). Zudem war sie Mitglied der Gruppe Wiener Frauenkunst. 1928 erhielt sie als einzige Frau den Österreichischen Staatspreis für das Bild Tobias und der Engel. „Ihre Bilder zeigen vielfach Frauengruppen oder Frauenpaare und stellen eine differenzierte Auseinandersetzung mit dem Thema Weiblichkeit dar.“ (Geheimsache Leben, 2005)
Ab 1904 bis 1938 sind Ausstellungen in München, Berlin, Dresden, Leipzig (BUGRA 1914) und Hamburg dokumentiert; sie war auch Mitglied des Deutschen Künstlerbundes. In Frankreich pflegte sie engen Kontakt zu den Fauves und stellte u. a. mehrfach im Pariser Salon des Indépendants aus. In Wien war sie an Ausstellungen der Wiener Secession, des Hagenbundes, des Künstlerhauses und an der Wiener Kunstschau beteiligt. In den letzten Jahren vor dem Tod erfolgte eine „Wiederentdeckung“ dieser fast vergessenen Frau in der Kunst.
Oskar Laske verewigte sie als einzige Künstlerin in seinem Monumentalgemälde „Das Narrenschiff“ (zu sehen im Belvedere, Wien). 1957 starb Helene Funke verarmt in ihrer Wiener Wohnung und wurde in einem Ehrengrab auf dem Wiener Zentralfriedhof (Gr. 24, Reihe 91, Nr. 5) beigesetzt.
Im September 2007 wurden im Rahmen einer Retrospektive ihres Schaffens 123 Werke im Lentos Kunstmuseum Linz gezeigt.